# Basílica de Nuestra Señora (Licheń)
La basílica de Nuestra Señora de Licheń (en polaco: Bazylika Matki Bożej Bolesnej Królowej Polski w Licheniu Starym) es una  iglesia católica de Polonia que se encuentra en el pueblo de Licheń Stary, cerca de Konin, en el Voivodato de Gran Polonia. Fue diseñada por Barbara Bielecka y construida entre 1994 y 2004.  La construcción fue financiada por donaciones de los peregrinos. Pertenece a la diócesis de Włocławek.

## Características
Con una nave de 120 m de largo y 77 m de ancho, una cúpula central de 98 m de altura y con una torre de 141,5 m de altura, es la iglesia más grande de Polonia y una de las iglesias más grandes del mundo. La iglesia está dedicada a Nuestra Señora de los Dolores, reina de Polonia, cuyo icono, que tal vez data del siglo XVIII, se muestra en el principal altar de la basílica. Es uno de los principales lugares de peregrinación de Polonia.
El papa Juan Pablo II bendijo la iglesia como Basílica en 1999.

## Órgano
El Órgano de Tubos de la Basílica es tan extenso que se divide en seis órganos repartidos en varias partes de la iglesia. El primero es el órgano occidental de estilo barroco, que incluye campanas; el segundo es el órgano occidental del presbiterio de estilo italiano; el tercero es el órgano meridional sinfónico; el cuarto es el órgano contrafuerte principal; el quinto es el órgano oriental del presbiterio de estilo flamenco; por último, el sexto es el órgano oriental de estilo español. Cada uno de estos seis órganos está conectado por seis teclados manuales, un pedalero y 157 registros. Los seis órganos juntos tienen 12 000 tubos. Fue construido entre 2002 y 2007 por el organista Zych, basado en el proyecto del Prof. Andrzej Chorosiński, y es el órgano más grande de Polonia, el cuarto más grande de Europa y el decimotercero más grande del mundo.

## Galería

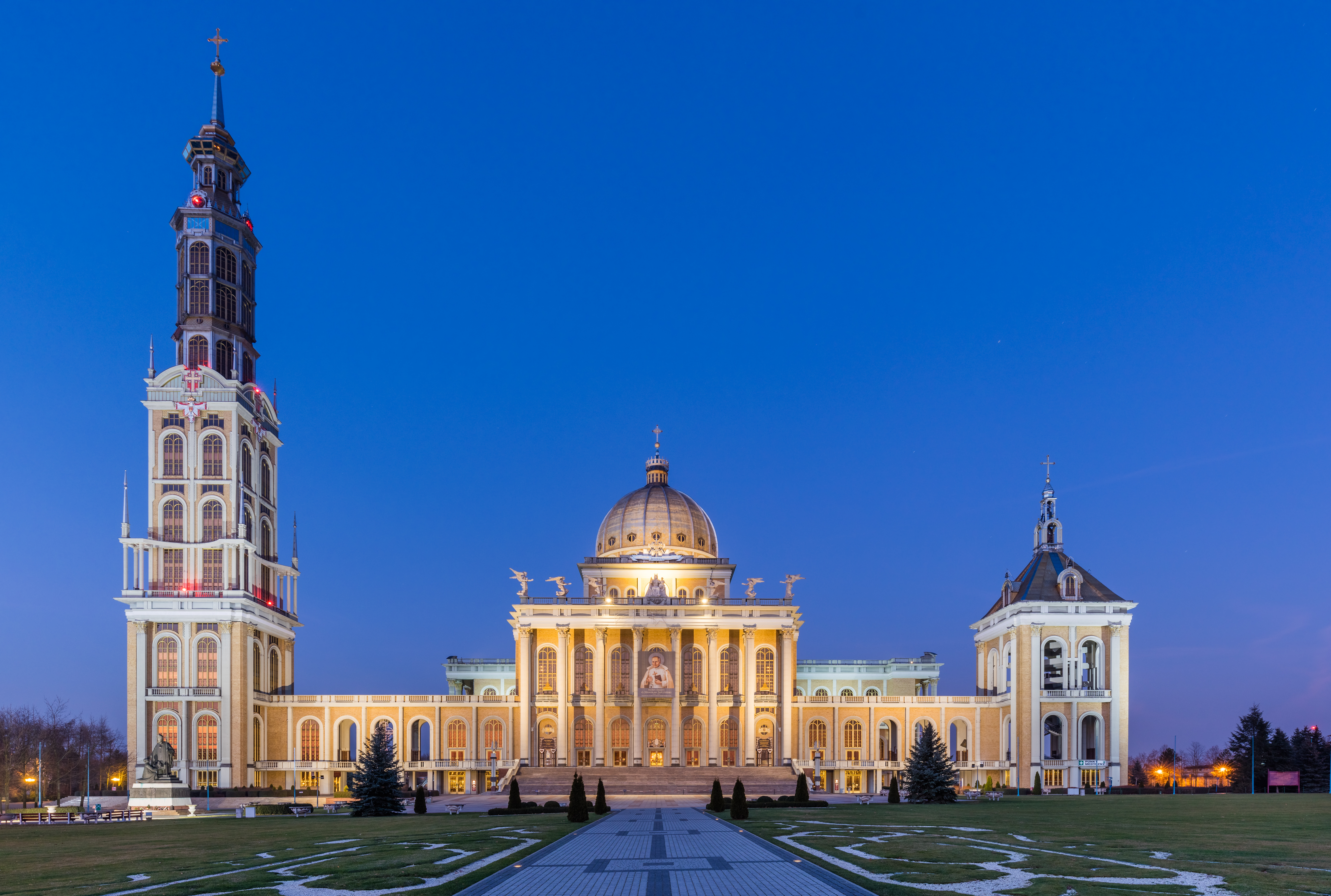
Vista frontal.
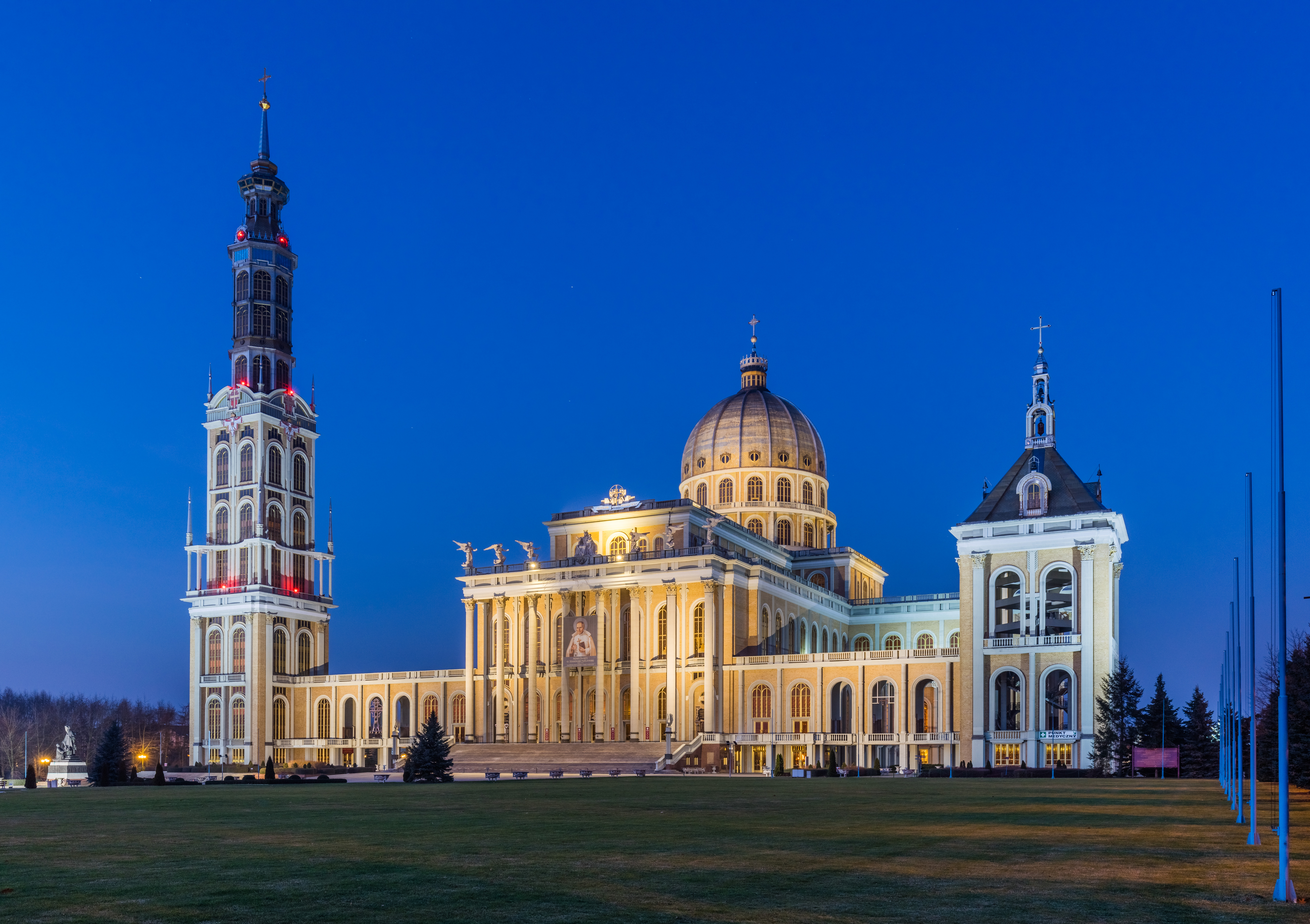
Fachada sur.
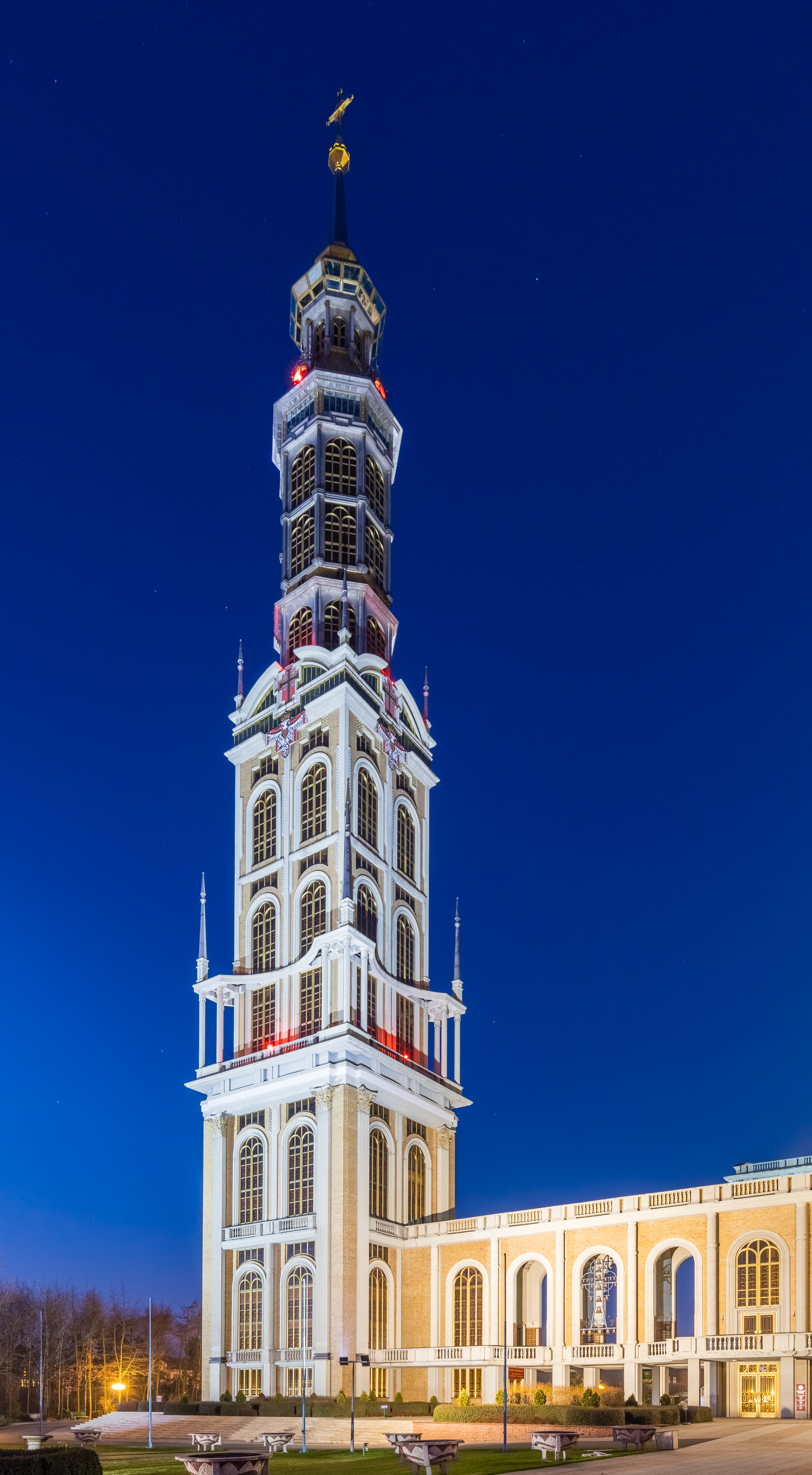
La torre tiene una altura de 141,5 m y dos miradores diferentes.
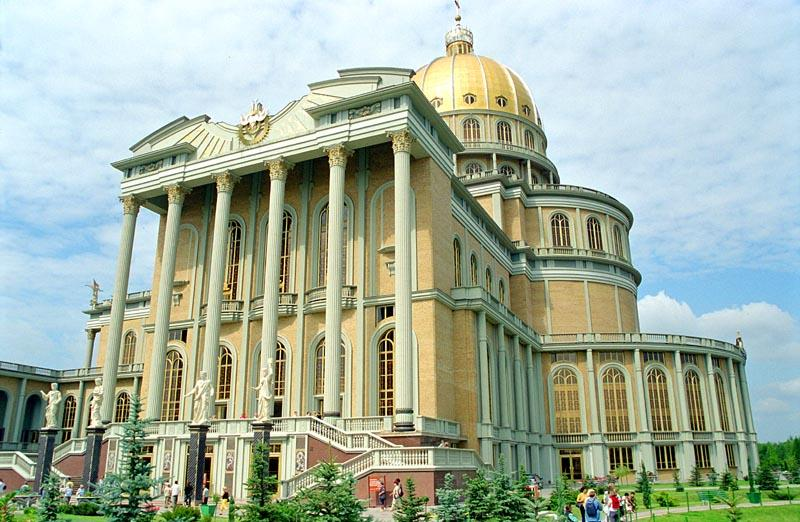
Vista posterior de la Basílica, con vistas a la plaza.
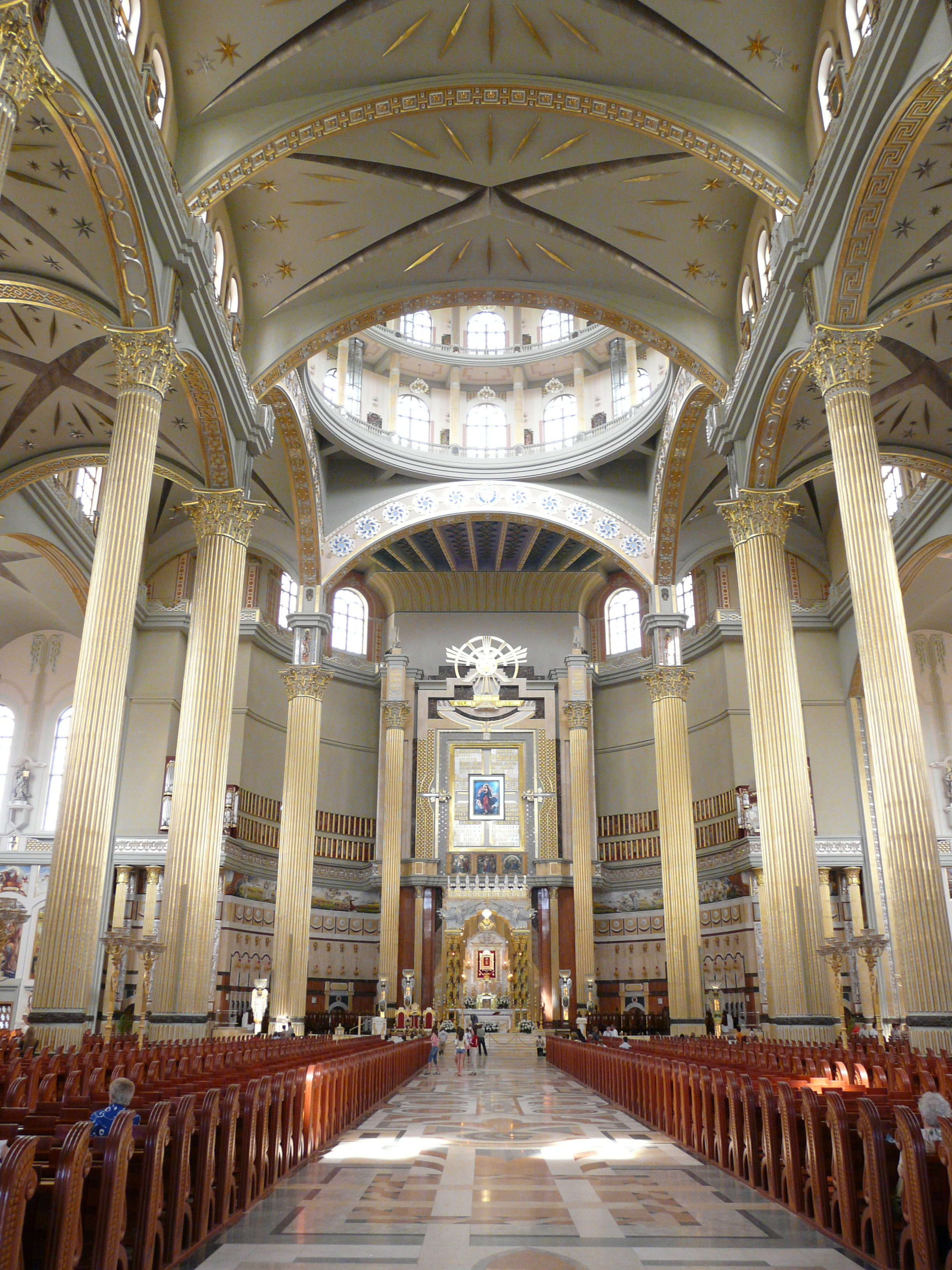
Una vista del altar mayor con el icono sagrado de Nuestra Señora de Licheń
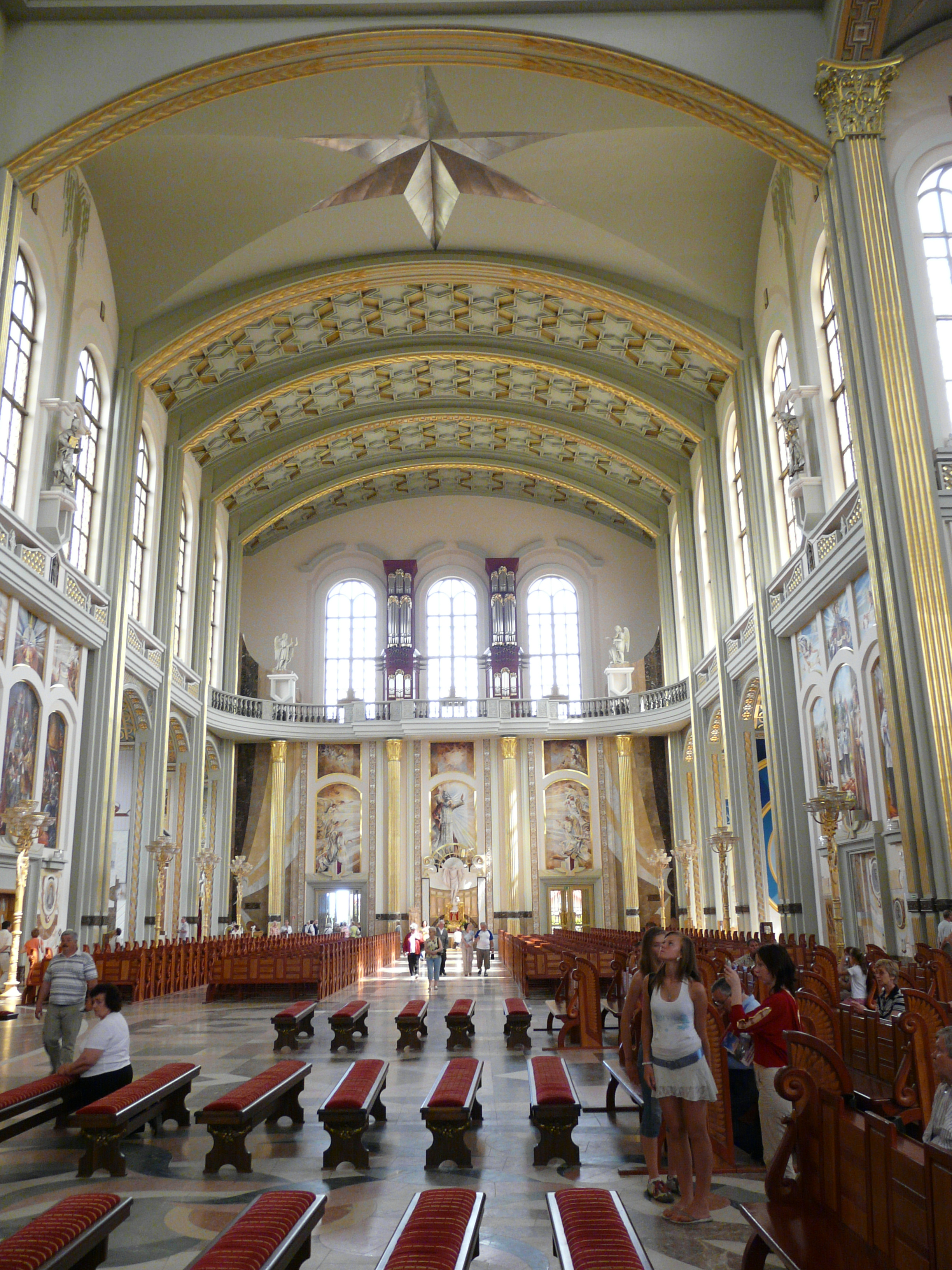
Una vista del interior del ala lateral de la Basílica
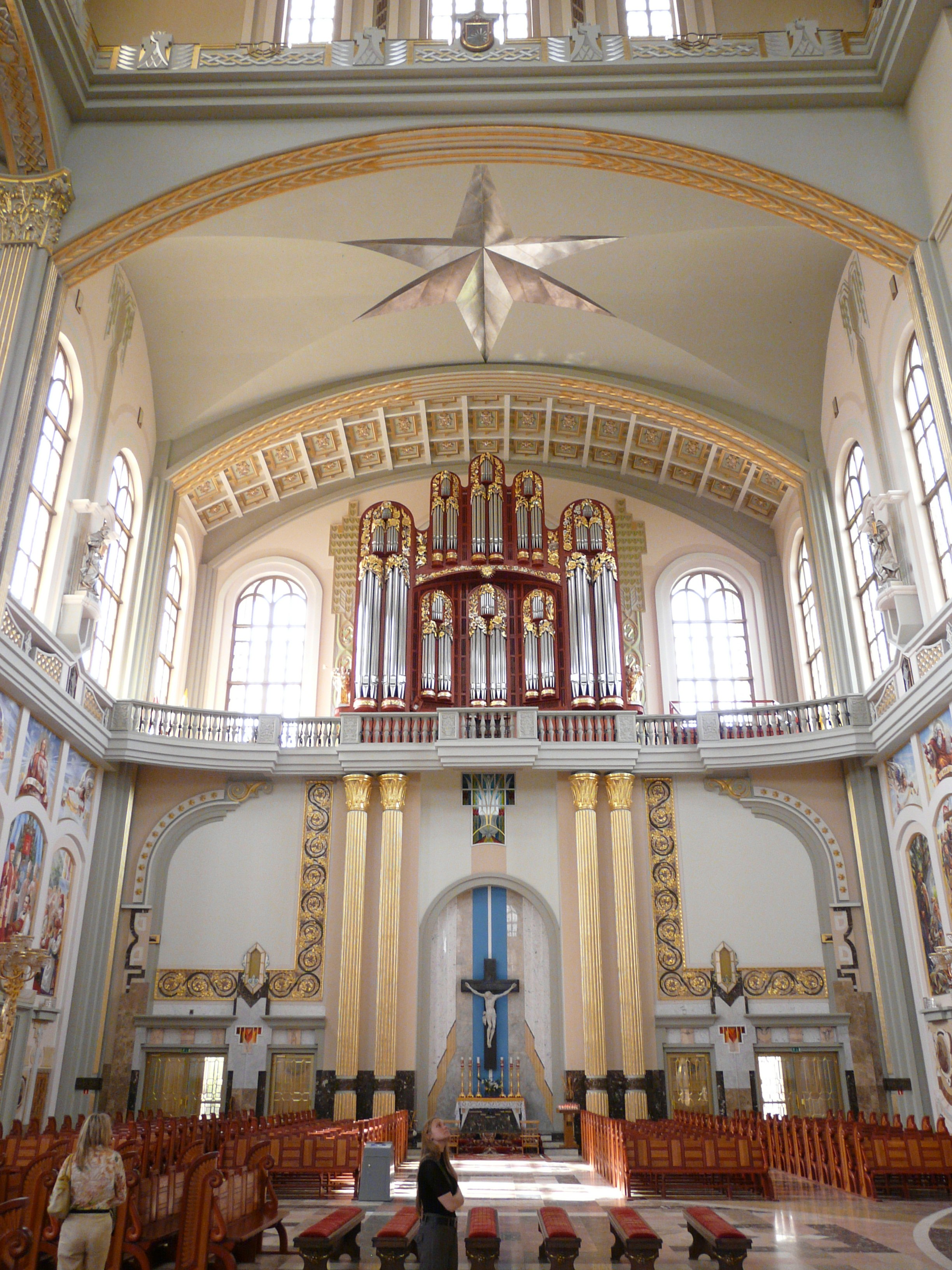
Altar con un gran crucifijo.
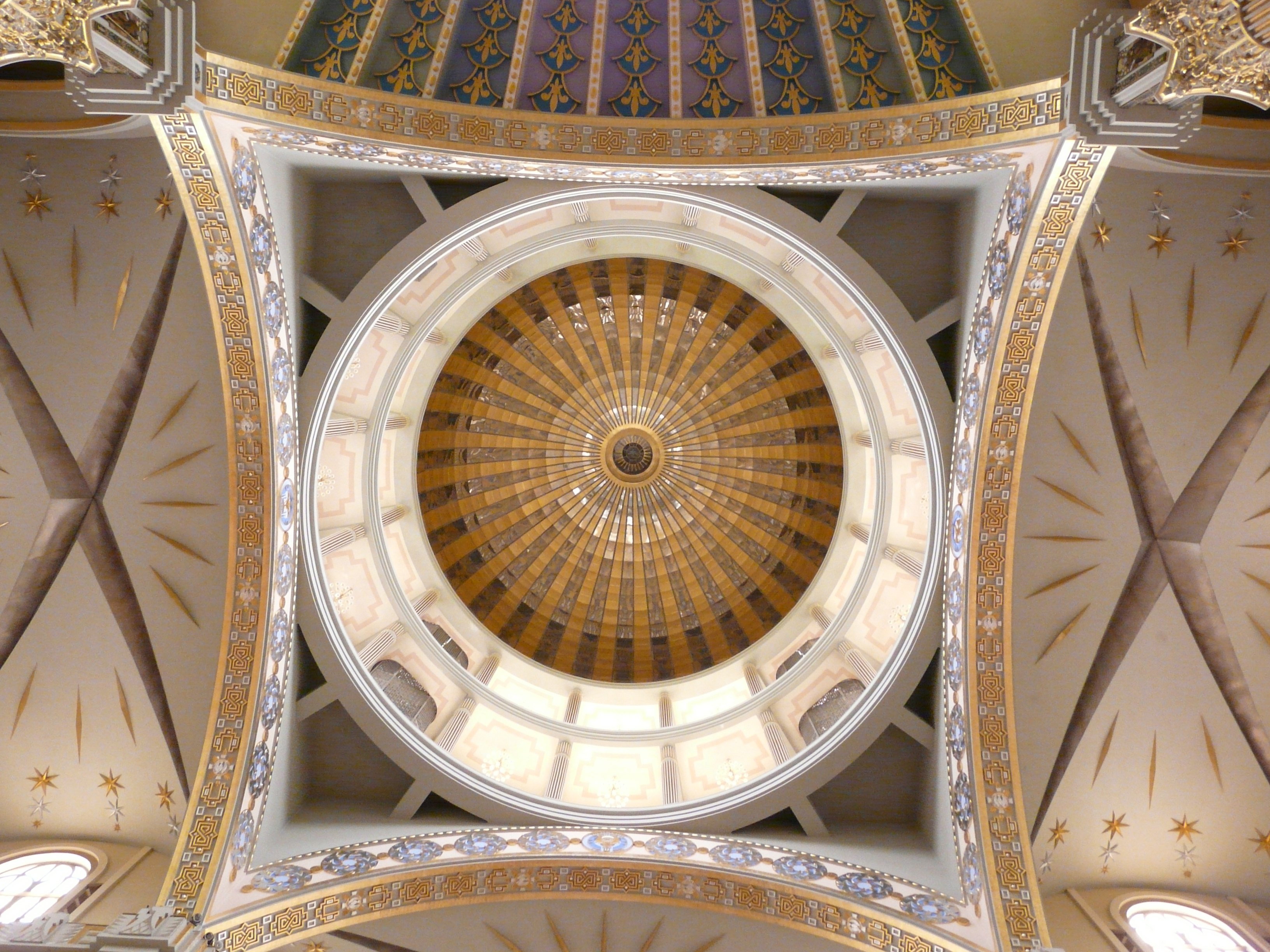
El interior de la cúpula de la Basílica